# Drjanovo (ort)
Drjanovo (bulgariska: Dryanovo, Дряново) är en ort i Bulgarien.   Den ligger i kommunen Obsjtina Drjanovo och regionen Gabrovo, i den centrala delen av landet, 180 km öster om huvudstaden Sofia. Drjanovo ligger 256 meter över havet och antalet invånare är 8 346.
Terrängen runt Drjanovo är huvudsakligen lite kuperad. Drjanovo ligger nere i en dal. Runt Drjanovo är det ganska glesbefolkat, med 48 invånare per kvadratkilometer.. Närmaste större samhälle är Gabrovo, 16,5 km sydväst om Drjanovo.
I omgivningarna runt Drjanovo växer i huvudsak blandskog.